# Fontana dei due Draghi
La fontana dei due Draghi (o fontana dei Draghi) è una fontana storica di Palermo. È posta all'esterno delle mura storiche, nella strada un tempo nota come Mezzomonreale, oggi corso Calatafimi, allora così chiamata perché asse di passaggio tra Palermo e Monreale

## Descrizione
L'opera che fu costruita nel 1630 su progetto dell'artista Mariano Smiriglio, è composta da una vasca marmorea di forma vagamente circolare, sul cui bordo sono presenti due draghi, anch'essi marmorei, in posizione opposta uno rispetto all'altro. Le due figure mitologiche versano l'acqua nella fontana attraverso la bocca. L'intera opera è situata presso uno slargo stradale protetto da una cancellata in ferro risalente allo stesso periodo. .
Un curioso fenomeno acustico si verifica alle estremità del muro semicircolare che delimita lo slargo in cui è sita la fontana: chi si trova a uno degli estremi del muro può udire con chiarezza quanto viene detto, anche a bassa voce, da una persona che si trovi all'estremità opposta dello stesso, cosa che non riesce a chi si trovi nello spazio interposto tra i due al di qua della cancellata.